# Saint-Didier-d’Aussiat
Saint-Didier-d’Aussiat – miejscowość i gmina we Francji, w regionie Owernia-Rodan-Alpy, w departamencie Ain.

## Demografia
Według danych na styczeń 2012 roku gminę zamieszkiwało 911 osób, a gęstość zaludnienia wynosiła 59,9 osób/km².